# Saint-Pierre-de-Semilly
Saint-Pierre-de-Semilly ist eine französische Gemeinde mit 428 Einwohnern (Stand: 1. Januar 2022) im Département Manche in der Region Normandie. Die Gemeinde gehört zum Kanton Pont-Hébert im Arrondissement Saint-Lô. Die Einwohner werden Semillais genannt.

## Geographie
Saint-Pierre-de-Semilly liegt etwa sechs Kilometer östlich von Saint-Lô. Umgeben wird Saint-Pierre-de-Semilly von den Nachbargemeinden Saint-André-de-l’Épine im Norden und Westen, Saint-Georges-d’Elle im Norden und Nordosten, Bérigny im Osten, Saint-Jean-des-Baisants im Süden und Südwesten sowie La Barre-de-Semilly im Süden und Südwesten.

## Einwohnerentwicklung
| Jahr      | 1962 | 1968 | 1975 | 1982 | 1990 | 1999 | 2006 | 2018 |
| Einwohner | 247  | 254  | 271  | 307  | 357  | 378  | 401  | 449  |

## Kultur und Sehenswürdigkeiten
- Kirche Saint-Pierre aus dem 12. Jahrhundert, Monument historique seit 1927
- Pfarrhaus
- Burgruine
- Renaissanceschloss, Monument historique

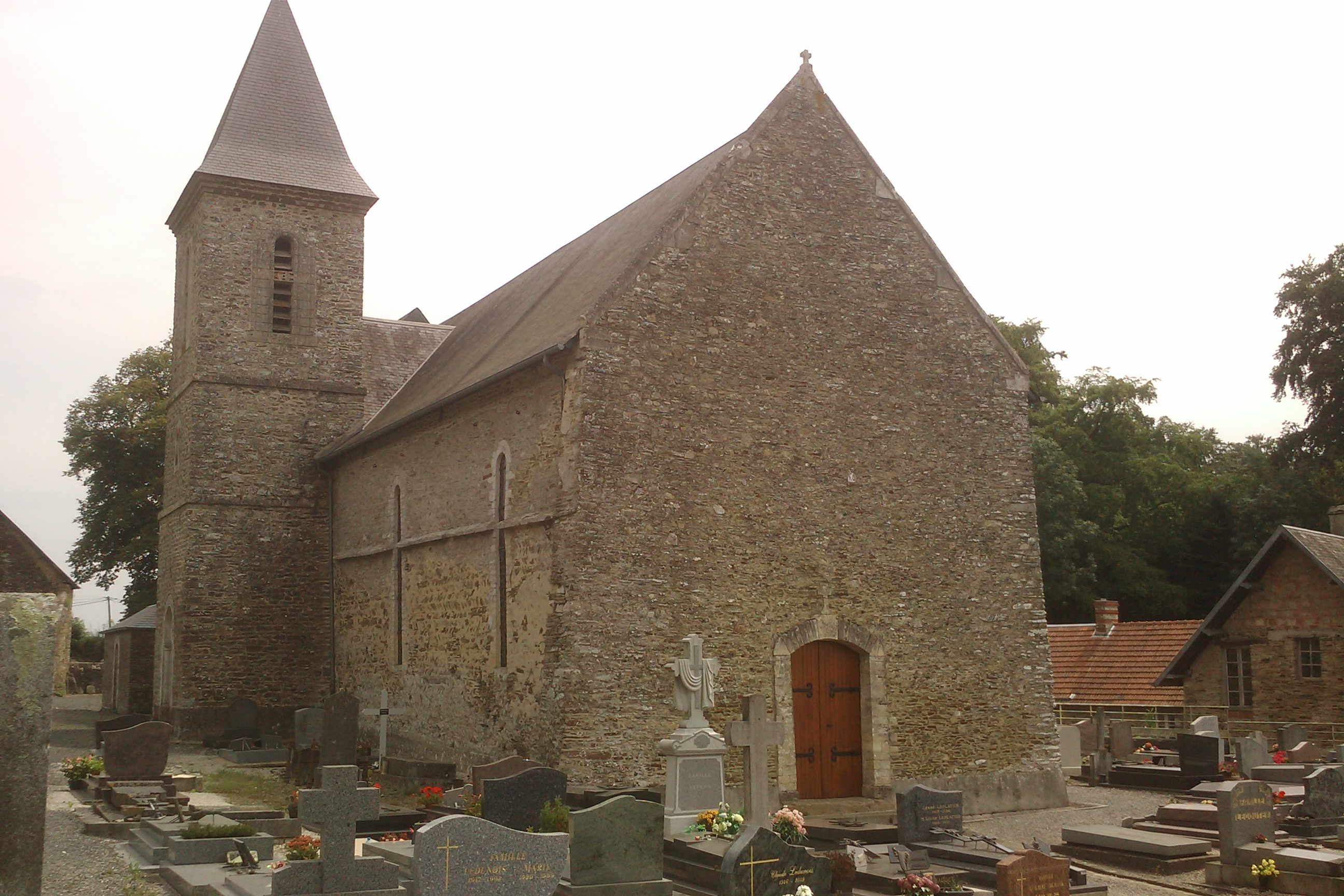
Kirche Saint-Pierre
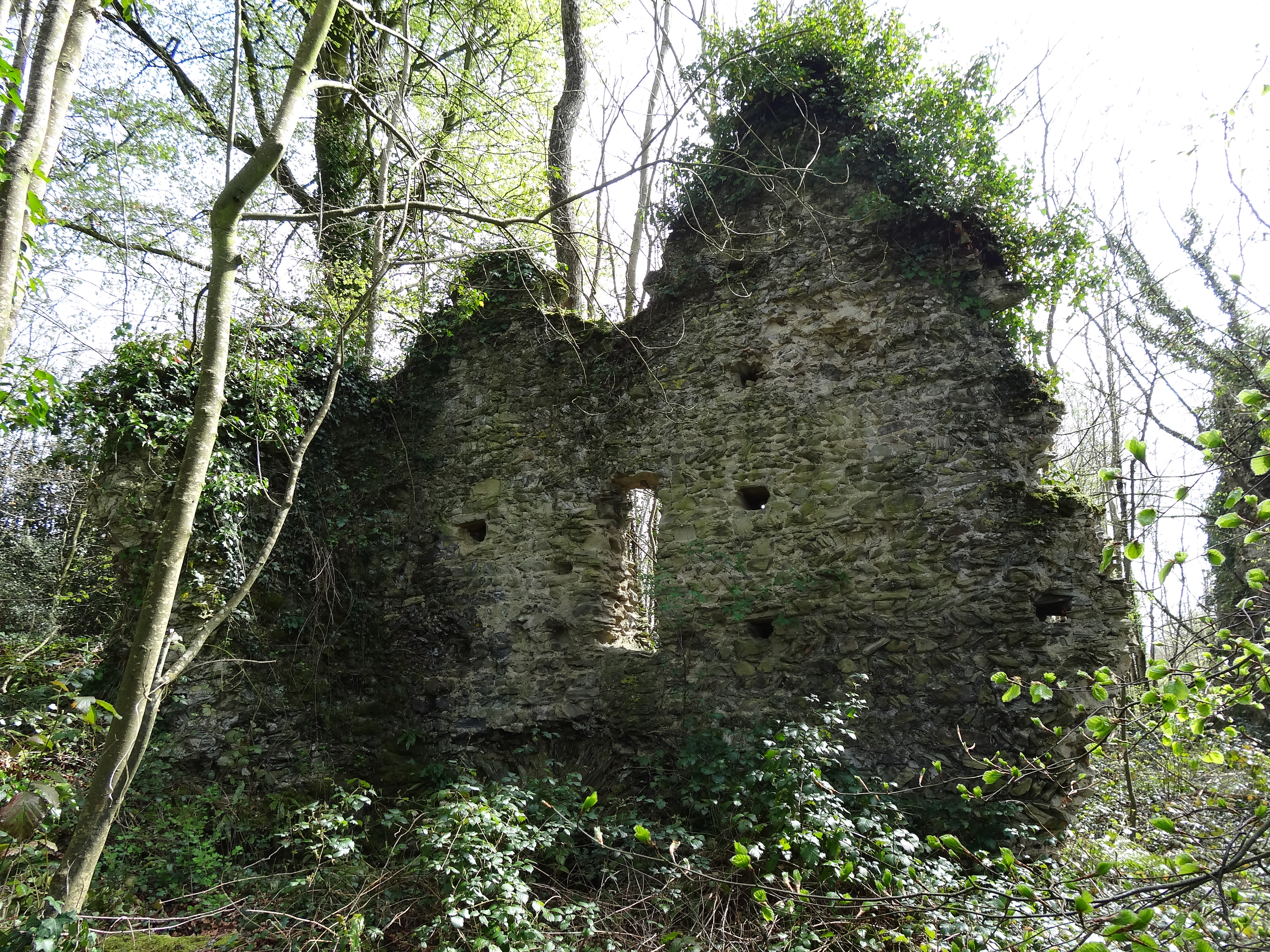
Burgruine
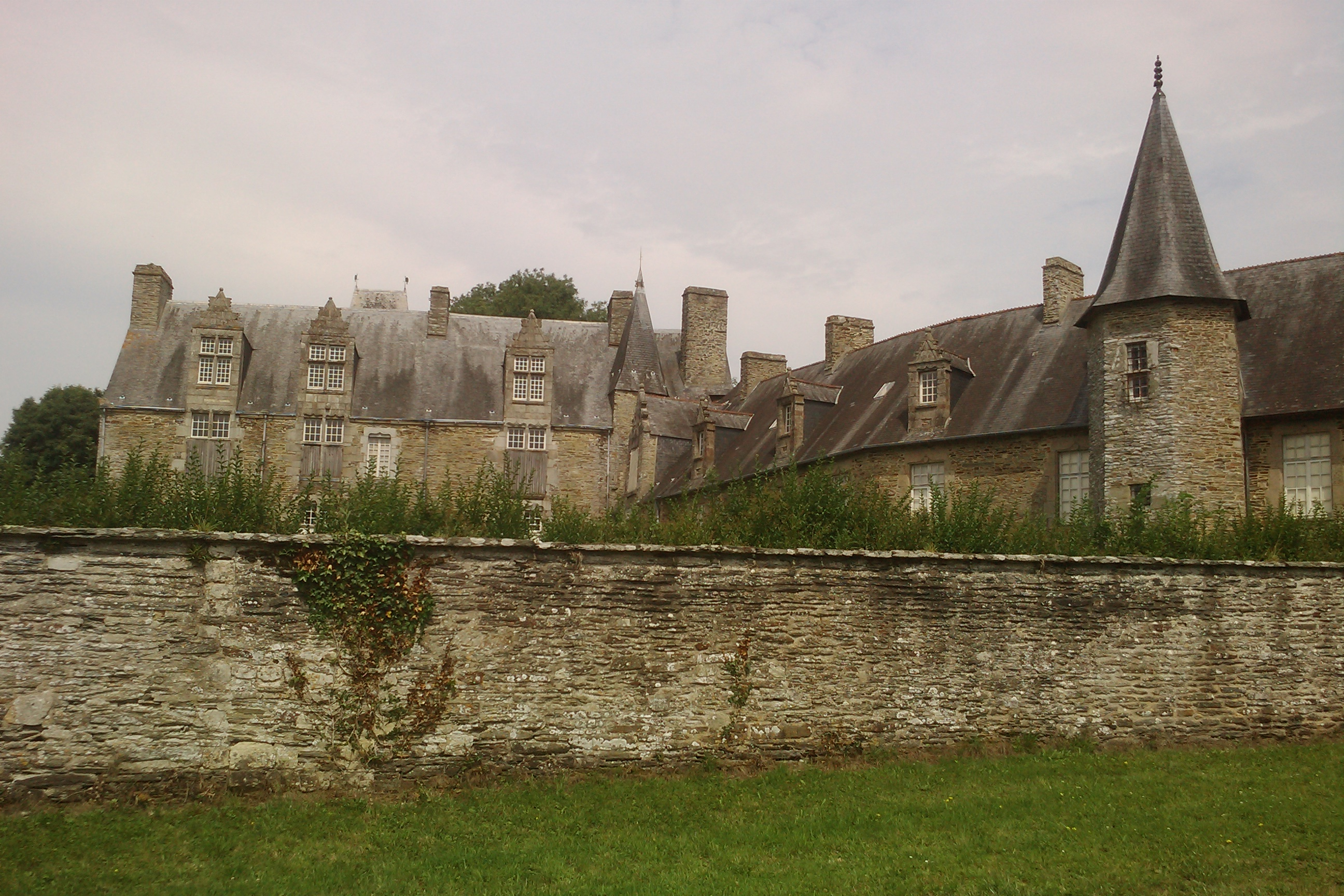
Renaissanceschloss